# Jan Schulz
Jan Schulz (* 26. Mai 1974 in Hildesheim) ist ein deutscher Biologe, Meeresforscher, Entwickler für marine Technologien und Hochschullehrer.

## Leben
Schulz wuchs in Hildesheim, Ortsteil Himmelsthür, auf und besuchte dort die Grundschule und später das Gymnasium. Nach seinem Abitur im Jahr 1994 studierte er Biologie an der Universität Hannover und der Tierärztlichen Hochschule Hannover. Studienschwerpunkte waren Zoologie, Ökologie, Geologie, Neurobiologie, Versuchstierkunde und Hydrobiologie. Während des Studiums arbeitete er als Tutor im anatomisch-zoologischen Praktikum und verbrachte einige Zeit in Costa Rica und auf Madagaskar. Im Jahr 2001 verließ er die Uni mit dem Abschluss des Diplom-Biologen.
Nach seinem Studium arbeitete er eine Zeit als freier Softwareentwickler und im wissenschaftlichen Außendienst der Firma Merck KGaA.
Im Oktober 2002 begann er am Alfred-Wegener-Institut für Polar- und Meeresforschung als Doktorand im deutschen Teil des internationalen IGBP Kernprojektes GLOBEC. Neben der Untersuchung von räumlichen und zeitlichen Verteilungsmustern von Zooplanktongesellschaften, begann er mit der Entwicklung von bildgebenden Messgeräten zur Detektion von Kleinstorganismen und Partikeln in Bezug auf die sie umgebende Hydrographie. Die Dissertationsschrift wurde Ende 2006 eingereicht. Nach Ende der deutschen GLOBEC Arbeiten überführte er einen großen Teil der gewonnenen wissenschaftlichen GLOBEC-Daten in internationale Datenbanksysteme.
Neben begleitenden Lehrtätigkeiten an der Hochschule Bremerhaven übernahm Schulz 2009 die Stelle des stellvertretenden Abteilungsleiters für Marine Sensorik am Institut für Marine Ressourcen in Bremerhaven.
Im Juni 2011 wechselte er als Senior Scientist in die Arbeitsgruppe von Oliver Zielinski am  Institut für Chemie und Biologie des Meeres (ICBM) der Universität Oldenburg. Hier war er verantwortlich für den Bereich der optischen Messgeräte und der softwaregestützten Datenanalyse und multivariante Statistik. Im Rahmen der Lehre entwickelte er maßgeblich den Master-Studiengang Marine Sensorik und führte diesen zwei Mal durch die Akkreditierung.
Seit März 2022 ist Schulz Professor für Marine Technologie an der Jade Hochschule am Campus Wilhelmshaven.
Seit 2011 lebt Schulz im friesischen Varel. Er ist verheiratet und hat drei Kinder.

## Wirken
Schulz war an zahlreichen Expeditionen mit den bundesdeutschen Forschungsschiffen beteiligt, darunter Maria S. Merian, Alkor, A. v. Humboldt und Heincke, teilweise in der die Funktion des Fahrtleiters.
Seine Forschungsgebiete sind überwiegend der europäische Schelf. Einzelne Arbeiten führten ihn aber auch in den Südatlantik, Indik, Golf von Thailand oder verschiedene Mangrovengebiete weltweit.
Arbeitsschwerpunkte sind dabei primär die Entwicklung von Messgeräten und Equipment für die Meeresforschung, ausgehend vom küstennahen Einsatz bis in die Tiefsee. Aber auch experimentelle Arbeiten zu küstennahen Prozessen und Phänomenen gehören in den Fokusbereich. Die Arbeitsgruppe von Schulz deckt dabei den gesamten Entwicklungsprozess ab, beginnend bei der Konzeptionierung von neuen Messsystemen, über Entwicklung und Bau, bis hin zum schiffsgestützten Einsatz und der Verwertung der gewonnenen Erkenntnisse in Datenprodukten. Dabei ist in den letzten Jahren der Bereich der Softwareentwicklung stärker geworden.
Die bekannteste Technologieentwicklung ist das Lightframe On-sight Keyspecies Investigation (LOKI) System. Hierbei handelt es sich um ein Gerät, welches planktische Organismen in-situ erfasst und gleichzeitig die Umgebungsparameter misst. Hierdurch können auf kleinen Skalen steuernde Zusammenhänge zwischen biotischen und abiotischen Faktoren in der Nahrungskette identifiziert werden.

## Lehrtätigkeiten an verschiedenen Standorten
- Meereskunde
- Maritime Leitsysteme und off-shore-Technologie
- Messplattformen und Unterwasserfahrzeuge
- Marine Optik
- Systemtechnik
- Messdatenbehandlung und Statistik
- Diskriminanzanalytische Methoden
- Mikrobiologie und Hygiene
- Allgemeine Zoologie und Anatomie der Tierstämme
- Projektplanung und Management
- Expeditionsplanung und Logistik
- Chemie

## Sonstiges
Seit 1999 verfügt Schulz über das Kategorie C Zertifikat gemäß den Empfehlungen der Federation of Laboratory Animal Science Associations (FELASA) und der Gesellschaft für Versuchstierkunde/Society of Laboratory Animal Science (GV-SOLAS) für die Aus- und Weiterbildung von Personen, die für die Leitung von Tierversuchen verantwortlich sind.
Im Jahr 2003 absolvierte er den Modell-Kurs der Internationalen Seeschifffahrts-Organisation (IMO) 'Proficiency in survival techniques for off-shore purposes' nach STCW 95 III, A/VI/1-1, welcher für die Verbringung auf off-shore Station per Hubschrauber vorzuweisen ist.
Zwischen Mai und September 2005 absolvierte er eine insgesamt 8-wöchige Ausbildung zum Forschungstaucher am AWI Forschungstauchzentrum auf Helgoland.
2010 erfüllte er die berufsgenossenschaftliche Anforderung zur Erlangung der Sachkunde für Laserschutzbeauftragte.
Schulz ist Mitglied der DLRG und in der DLRG-Ortsgruppe Varel ehrenamtlich tätig.
Seit 2011 ist er Mitglied des Wasserrettungszuges Friesland der durch die DLRG gestellt wird und seit 2016 Gruppenführer für die taktische Teileinheit Varel.
Im wasserbezogenen Katastrophenfall und bei SEG-Einsätzen befehligt er die Einsatzkomponenten Strömungsrettung, Bootstrupp, Sonarortung und wärmebildgestützte Fernerkundung mit Drohne.
Im Rahmen der katastrophenschutzbezogenen Tätigkeiten ist Schulz an der Ausbildung der Einsatzkräfte beteiligt und berechtigt, die jährliche Blaulichtunterweisung durchzuführen.
Es existieren eine Zahl von Patent- und Gebrauchsmusterschutzanmeldungen auf seinen Namen, die im Rahmen dienstlicher Belange gemäß Arbeitnehmererfindergesetz durch die jeweiligen Arbeitgeber angemeldet wurden.

## Publikationen
- Wissenschaftliche Publikationen auf Research Gate
- Zitationsindex auf Google Scholar